# Булатов, Андрей Юрьевич
Андре́й Ю́рьевич Була́тов (1 марта 1978, Солнечногорск, СССР) — российский футболист, защитник.
Воспитанник футбольной школы московского «Динамо». Выступал за московское «Динамо» и подмосковные «Химки». В высшем дивизионе российского чемпионата первый матч сыграл 29 мая 1999 года, выйдя на замену в матче «Динамо» — «Крылья Советов» (3:3).
9 октября 1999 года дебютировал в молодёжной сборной России. Завершил карьеру в 25 лет из-за травм.
В 2000 году окончил экономический факультет Российского химико-технологического университета им. Д. И. Менделеева.